# Бьюдженталь, Джеймс
Джеймс Бьюдженталь (англ. James F.T. Bugental), род. 25 декабря 1915, ум. 17 сентября 2008, — американский психолог и психотерапевт, писатель, один из основателей экзистенциально гуманистического подхода в психологии и психотерапии. Был профессором Сэйбрукского университета в Пасадине (Калифорния), почётным преподавателем Стэнфордского университета, а также почётным профессором Института гуманистических исследований. Удостоен награды «За выдающийся вклад в клиническую психологию» Американской психологической ассоциации и первой награды Ролло Мэйя за вклад в гуманистическую психологию.

## Жизнеописание

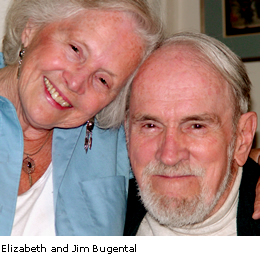
Элизабет и Джеймс Бьюдженталь

Джеймс Бьюдженталь родился 25 декабря 1915 года в Форт-Уэйн, штат Индиана, на Рождество. Ребенком он часто переезжал, в различные периоды детства жил в Огайо, Иллинойсе, Мичигане и Калифорнии. Во второй половине 30-х он поступает в университет, и в 1939 году женится на своей институтской подруге. В этом браке у Бьюдженталя рождаются двое детей. В 1948 году он получает докторскую степень по психологии в Государственном университете Огайо. После многих лет совместной жизни Джеймс расстаётся с первой женой и женится вновь на Элизабет. Вторая жена в прошлом актриса и его бывшая клиентка. Вместе со своей второй женой Элизабет они усыновляют дочку. За пять лет до смерти Джеймс Бьюдженталь пережил инсульт, что ухудшило его память, однако до самой смерти он сохранял любовь к жизни и неповторимый, всегда присущий ему юмор.

## Научные воззрения
В 1963 г., находясь на посту президента Ассоциации гуманистической психологии, Джеймс Бьюдженталь выдвинул пять основополагающих положений данного направления психологии:

1. Человек как целостное существо больше, чем сумма его составляющих.
2. Человек существует в уникальном человеческом контексте.
3. Человеческое сознание включает в себя осознание себя в контексте других людей.
4. Человек имеет выбор и несет ответственность.
5. Человек интенционален — он ищет значения, ценности и возможность для творчества.